# Omar Sívori
Enrique Omar Sívori (n. 2 octombrie 1935, San Nicolás, Argentina – d. 17 februarie 2005, San Nicolás, Argentina) a fost un fotbalist argentinian. Este cunoscut datorită sezoanelor petrecute la Juventus spre finalul anilor '50 și începutul anilor '60. La nivel de club el a mai jucat pentru River Plate și Napoli.